# 坦塞德鎮區 (明尼蘇達州克萊縣)
坦塞德鎮區（英語：Tansed Township）是位於美國明尼蘇達州克萊縣的一個行政鎮區。

## 地方資料
坦塞德鎮區的面積為93.50平方千米，當中陸地面積為92.20平方千米，而水域面積為1.30平方千米。根據2020年美國人口普查的數據，當地共有人口269人，而人口密度為每平方千米2.88人。